# Gyerk
Gyerk (szlovákul Hrkovce) község Szlovákiában, a Nyitrai kerület Lévai járásában.

## Fekvése
Ipolyságtól 4 km-re északnyugatra, a 66-os út mentén fekszik.

## Élővilága
Gyerken a főút mellett található egy gólyafészek. Sajnos 2012-ben nem fészkeltek benne, azonban 2013-tól ismét költenek a gólyák. Ugyanezen évben egy újabb fészek is épült a főút mentén. 2014-ben 3, illetve 1 fiókát, 2024-ben 3 és 2 fiókát számoltak össze.

## Története
A régészeti leletek tanúsága szerint területén már az újkőkorszakban éltek emberek. A vonaldíszes kerámiák népének, majd a későbbi korokból a La Tène-kultúra népének emlékeit találták itt meg.
1156-ban Martirius esztergomi érsek oklevelében "Gyrki" néven említik először, melyben II. Géza király jóváhagyásával 70 plébánia adóját átengedi az esztergomi káptalannak. A falu ekkor a honti vár tartozéka volt.
1245-ben "Gerky" néven említik. Neve valószínűleg a görög népnévből származik. 1262-ben László magiszter, honti főesperes földet vásárol itt a helyi nemesektől, akik azt korábban királyi adományként kapták. 1263-ban IV. Béla király a főesperességnek adja át az itteni várföldeket. 1288-ban IV. László király a falut az esztergomi káptalan fennhatósága alá rendeli. A káptalan egészen a 19. század végéig a falu birtokosa.
A török hódoltság idején a falu elnéptelenedett, csak a 18. századra települt újra. 1715-ben malma és 34 háztartása volt. 1720-ban 40 háztartást számláltak. 1769-ben a faluban 27 jobbágyporta és 7 zsellérház állt. 1828-ban 80 házában 483 lakos élt, akik főként mezőgazdasággal, szőlőtermesztéssel foglalkoztak.
Vályi András szerint "GYERK. Herkovtze. Elegyes magyar, és tót falu, Hont Vármegyében, földes Ura az Esztergomi Káptalanbéli Uraság, lakosai katolikusok, fekszik Ipoly vizének partyán, az Ország útban, Ság mező Városhoz 3/4 mértföldnyire. Határbéli szőlö hegyei jó borokat teremnem, réttyei hasznosak, legelőjök elég, fekvése kies, földgye termékeny, malma Ipoly vizén, fája szűken van, első Osztálybéli."
Fényes Elek szerint „Gyerk, (Hrkovcze), magyar falu, Honth vmegyében, az Ipoly jobb partján, ut. p. Ipoly-Sághoz 1/2 mfld: 474 kath., 1 evang. lak. Kath. paroch. templom. Határa első osztálybeli. F. u. az esztergomi káptalan.”
A trianoni békeszerződésig Hont vármegye Ipolysági járásához tartozott. 1938 és 1945 között ismét Magyarország része.
1979-ben Ipolysághoz csatolták, majd 1998-ban újra önálló község lett.

## Népessége
| Év:            | 1994. | 2004. | 2014.    | 2024.   |
| -------------- | ----- | ----- | -------- | ------- |
| Emberek száma: | 0     | 321   | 285      | 280     |
| Eltérés:       |       | –     | -11,21 % | -1,75 % |

| Év:            | 2023. | 2024.   |
| -------------- | ----- | ------- |
| Emberek száma: | 289   | 280     |
| Eltérés:       |       | -3,11 % |

1570-ben Györök alakban szerepel az Esztergomi szandzsák fejadófizető összeírásában. Ekkor 45 házával a vármegye népesebb települései közé tartozhatott.
1664-ben az Érsekújvári ejálet Hond náhijébe tartozó faluban a török adólajstrom szerint 66 háztartásban 88 fejadófizető élt.
Az 1784-87-es első népszámlálás részletes adatai Hont vármegye esetében nem ismertek.
1880-ban 514 lakosából 497 magyar és 4 szlovák anyanyelvű volt.
1890-ben 583 lakosából 566 magyar és 16 szlovák anyanyelvű volt.
1900-ban 548 lakosából 539 magyar és 7 szlovák anyanyelvű volt.
1910-ben 567 lakosából 564 magyar és 2 szlovák anyanyelvű volt.
1921-ben 579 lakosából 553 magyar és 9 csehszlovák volt.
1930-ban 595 lakosából 559 magyar és 27 csehszlovák volt.
1941-ben 554 lakosából 551 magyar és 1 szlovák volt.
2001-ben 339 lakosából 196 magyar és 140 szlovák.
2011-ben 293 lakosából 153 magyar és 124 szlovák.
2021-ben 291 lakosából 136 (+10) magyar, 150 (+4) szlovák, 2 egyéb és 3 ismeretlen nemzetiségű volt.

## Neves személyek
- Itt született 1850-ben és a temetőben nyugszik Czobor László (1850–1942), Hont vármegye alispánja, helytörténész.
- Itt született 1864-ben Czobor Vilmos (Czibulya) plébános.
- Itt született 1912-ben Sinkó Ferenc író, műfordító.
- Itt született 1922-ben Medgyesi László költő, tanár.

## Nevezetességei

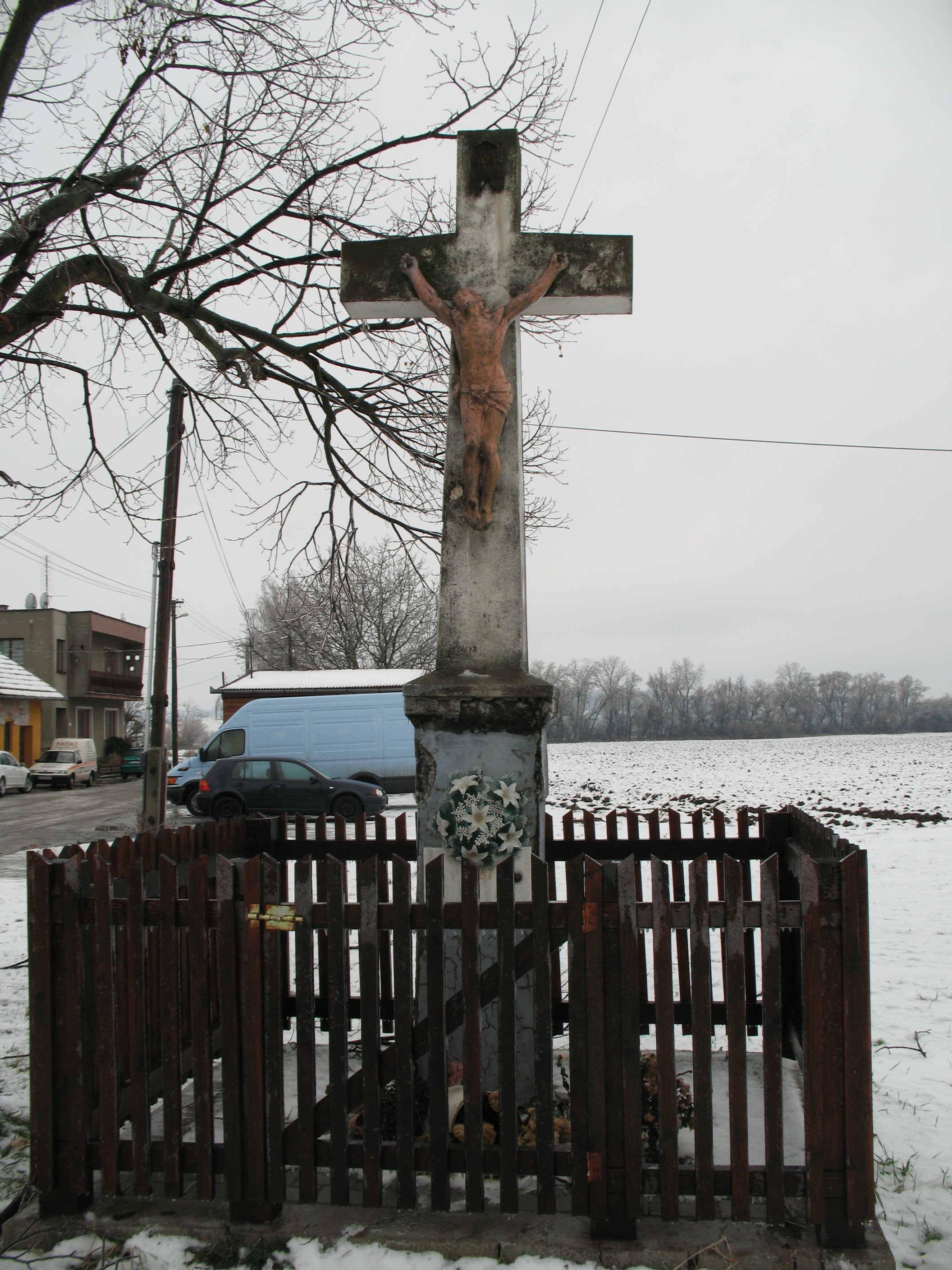
Kereszt 1827-ből
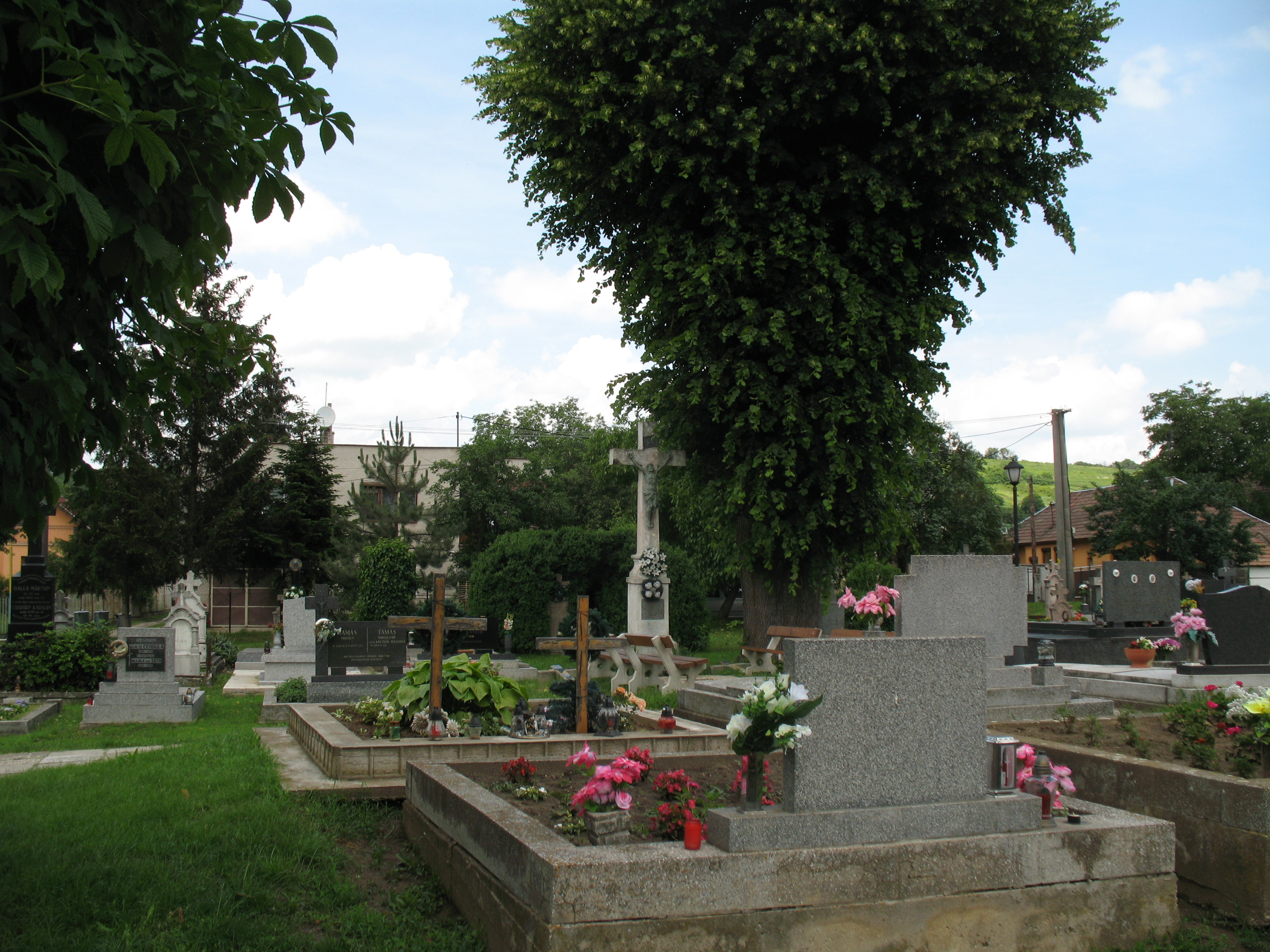
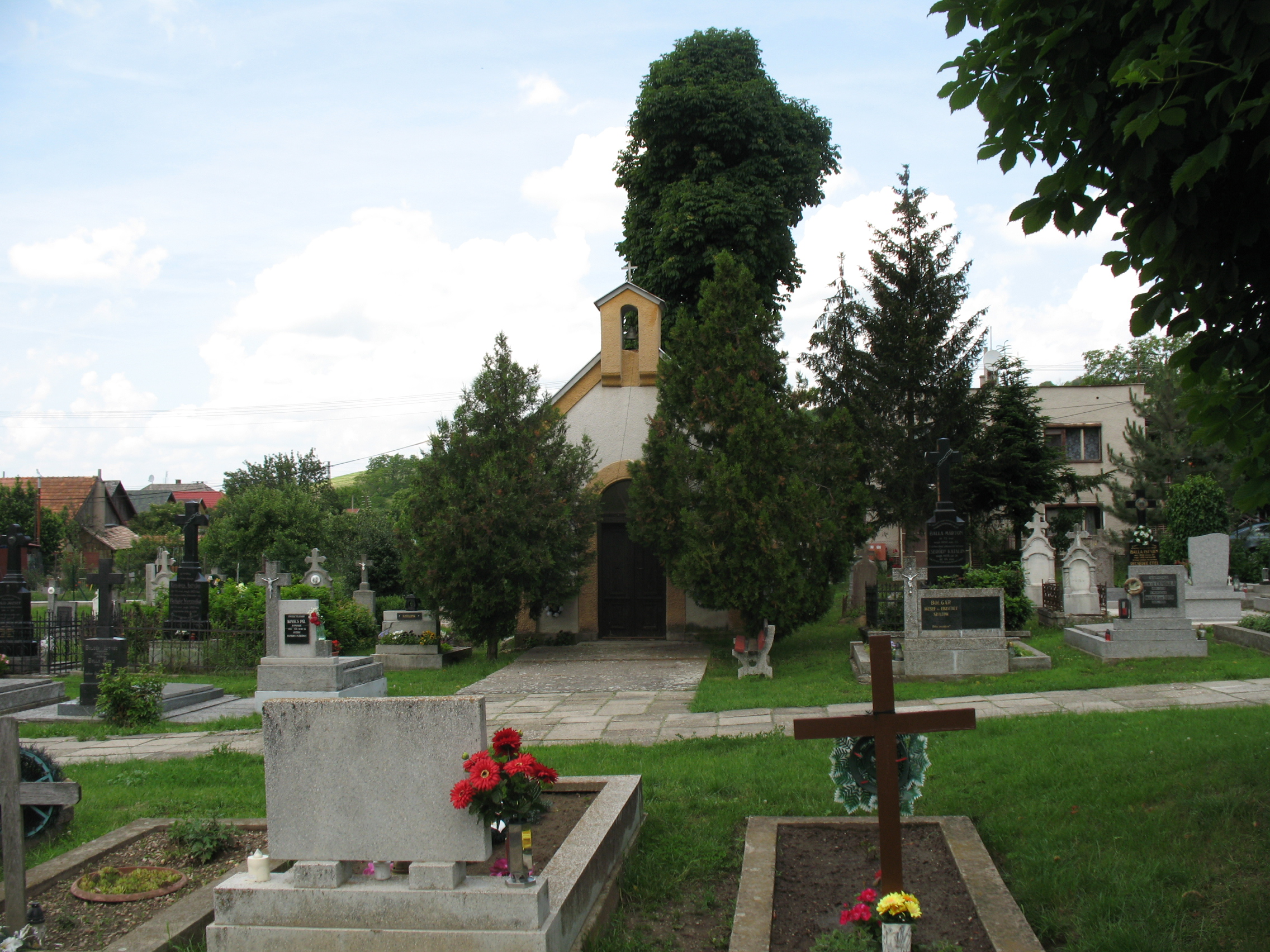

- Szent Katalin tiszteletére szentelt, római katolikus temploma 1770-ben épült, 1809-ben klasszicista stílusban átépítették, majd a század végén ismét megújították.